# GSC3696-1925
GSC3696-1925 — хімічно пекулярна зоря спектрального класу A5, що має видиму зоряну величину в смузі V приблизно 11,1.